# Élisabeth Chevanne-Brunel
Pour les articles homonymes, voir Chevanne et Brunel.
Élisabeth Chevanne-Brunel, née le 2 mars 1975 à Sens, est une coureuse cycliste française, professionnelle entre 1998 à 2006.

## Biographie
Élisabeth commence en 1989 dans le club de la Pédale Faidherbe de Périgueux et remporte 11 victoires dans la catégorie minimes-cadettes, puis devient championne du monde sur route juniors en 1993 à Perth, après une deuxième place en 1992 à Athènes.
Zabou par son surnom est sacrée championne d'Europe sur route espoirs en 1997 à Villach, et finit quatre fois dans les vingt premières des championnats du monde (9e en 2000, 13e en 1997, 17e en 1994 et 19e en 1998).
Intégrant en 2001, le groupe féminin CA Mantes la Ville, elle chute lourdement lors du prologue de la 10e Grande Boucle à Bilbao et se casse le bassin avec déplacement, elle fut arrêtée deux mois pendant la saison. Elle devient vice-championne de France sur route en 2004 derrière Jeannie Longo et met un terme à sa carrière en 2006 à l'âge de 31 ans. L'ancienne coureuse cycliste est maintenant conseillère commerciale à France Telecom.

## Palmarès
- 1992
  - 2e du championnat du monde sur route juniors
- 1993
  -  Championne du monde sur route juniors
- 1994
  - Prix Champagne-Ardennes
  - Ronde Nationale de Razès
  - La Londe des Maures
  - St Salvy de la Balme
  - Anneville-sur-Scie
    - Classement général
    - 1re étape

  - Emakumeen Euskal Bira
    - 2e du Classement général
    - 4e étape

  - 2e étape de Circuit Région Champagne-Ardenne
  - 3e étape du Tour du Finistère
  - 2e du Tour du Canton
  - 3e de Stausee Rundfahrt
  - 3e de Puiseaux
- 1995
  - 3e du championnat de France sur route
  - 3e de Prix UVC Aube-Le Donjon
  - 3e de la Route du Muscadet
- 1996
  - Circuit du Loiret
  - La Londe des Maures
  - 2e de St Salvy de la Balme
  - 3e du championne d'Europe sur route espoirs
  - 3e du Prix de la Ville du Mont Pujols
- 1997
  -  Championne d'Europe sur route espoirs
  - La Londe des Maures
  - 2e du Tour de la Drôme
  - 2e de la ronde d'Aquitaine
  - 3e de la ronde du Périgord
  - 3e de la Flèche Gasconne
- 1998
  - Ronde du Périgord
  - Boulazac
  - 2e de la Killington Stage Race
  - 2e du Tour de Navarre
  - 3e de la Flèche Gasconne
- 1999
  - Côtes du Marmandais
  - 2e du Prix de la Ville du Mont Pujols
  - 3e du Tour féminin en Limousin
- 2000
  - Tour de Charente-Maritime féminin
  - 3e du Tour féminin en Limousin
  - 9e du championnats du monde sur route
- 2003
  - Tour de la Haute-Vienne
  - 3e de St Salvy de la Balme
  - 3e de Nègrepelisse
- 2004
  - Tour cycliste féminin international de l'Ardèche
  - 1re étape du Tour cycliste féminin international de l'Ardèche
  - 2e du championnat de France sur route
- 2006
  - 5e étape de La Grande Boucle féminine internationale
  - 3e du Tour de la Drôme
  - 3e de  Lannemezan